# Риньяк (кантон)
Ринья́к (фр. Rignac) — кантон во Франции, находится в регионе Юг — Пиренеи, департамент Аверон. Входит в состав округа Родез.
Код INSEE кантона — 1227. Всего в кантон Риньяк входят 8 коммун, из них главной коммуной является Риньяк.

## Коммуны кантона
| Коммуна         | Население, чел. (2007) | Почтовый индекс | Код INSEE |
| --------------- | ---------------------- | --------------- | --------- |
| Англар-Сен-Фели | 599                    | 12390           | 12008     |
| Белькастель     | 231                    | 12390           | 12024     |
| Бурназель       | 339                    | 12390           | 12031     |
| Гутран          | 410                    | 12390           | 12111     |
| Мейран          | 511                    | 12390           | 12142     |
| Ози             | 890                    | 12390           | 12016     |
| Риньяк          | 1 860                  | 12390           | 12199     |
| Эскандольер     | 205                    | 12390           | 12095     |

## Население
Население кантона на 2007 год составляло 5 055 человек.
| 1962  | 1968  | 1975  | 1982  | 1990  | 1999  | 2006  | 2007  |
| ----- | ----- | ----- | ----- | ----- | ----- | ----- | ----- |
| 5 099 | 5 696 | 5 230 | 4 977 | 4 760 | 4 618 | 4 982 | 5 055 |